# Camarosporium obiones
Camarosporium obiones är en svampart som beskrevs av Jaap 1905. Camarosporium obiones ingår i släktet Camarosporium, ordningen Botryosphaeriales, klassen Dothideomycetes, divisionen sporsäcksvampar och riket svampar.   Inga underarter finns listade i Catalogue of Life.